# アクターズ・ショート・フィルム
『アクターズ・ショート・フィルム』は、5名の俳優が監督としてショート・フィルムを製作するというWOWOW開局30周年記念プロジェクトの一環。2021年1月13日からWOWOWオンデマンドで配信が開始され、1月23日土曜日19時からWOWOWプライムで一挙放送された。
短編国際映画祭「ショートショート フィルムフェスティバル&アジア（SSFF & ASIA）」グランプリを目指す企画として始まり、2024年6月17日、短編国際映画祭26年で初めて現役俳優監督が受賞となる、森崎ウィン監督の『せん（SEN）』が、ジョージ・ルーカス アワード（グランプリ）を受賞したことが発表された。（「アクターズ・ショート・フィルム4」を参照）

## 概要
WOWOW開局30周年プロジェクトの一環として企画されたアクターズ・ショート・フィルムは、5名の俳優（磯村勇斗、柄本佑、白石隼也、津田健次郎、森山未來）が決められたルール（後述）に則ってショートフィルムを製作し、世界から5,000本のショートフィルムが集まる米国アカデミー賞公認・アジア最大級の短編国際映画祭「ショートショート フィルムフェスティバル&アジア（SSFF & ASIA）」におけるグランプリを目指すものとして企画された。なお、映画評論家や視聴者による投票で選ばれた1作品が、2021年に開催のSSFF & ASIAに出品される。
2021年4月27日、森山未來監督・永山瑛太主演の『in-side-out』がSSFF & ASIA2021のオフィシャルコンペティション supported by SONY ジャパン部門にノミネートされたことが発表された。
※ 太字がSSFF & ASIA出品作品
| # | 題名           | 主演              | 監督       |
| - | -------------- | ----------------- | ---------- |
| 1 | 機械仕掛けの君 | 泉澤祐希          | 磯村勇斗   |
| 2 | 夜明け         | 森山直太朗        | 柄本佑     |
| 3 | そそがれ       | 吉村界人 神野三鈴 | 白石隼也   |
| 4 | GET SET GO     | 竜星涼 大東駿介   | 津田健次郎 |
| 5 | in-side-out    | 永山瑛太          | 森山未來   |

## アクターズ・ショート・フィルム2
『アクターズ・ショート・フィルム2』は、WOWOW開局30周年を記念して企画されたプロジェクト『アクターズ・ショート・フィルム』の第2弾として開催された。各作品は2022年2月6日17時 - に配信・放送された。

### 概要
第1弾と同様に5名の監督が下記のルールに則ってショートフィルムを製作し、世界から6,000本を超える作品が集結する米国アカデミー賞公認の短編国際映画祭である「ショートショート フィルムフェスティバル&アジア（SSFF & ASIA）」でグランプリを目指すものとして企画された。
2021年8月18日に第2弾の監督を務める5名の俳優が発表された。監督を務めるのは青柳翔、玉城ティナ、千葉雄大、永山瑛太、前田敦子。
10月29日、各作品（タイトルは後日発表）の主演俳優が発表された（下記の表を参照のこと）。
12月14日、各作品のタイトルとストーリーが発表された（下記の表を参照のこと）。
2022年4月28日、第2弾の5作品がSSFF & ASIA 2022オフィシャルコンペティション supported by SONY ジャパン部門にノミネートされたことが発表された。
6月21日、千葉雄大監督の『あんた』に主演した伊藤沙莉がSSFF & ASIAオフィシャルコンペティション supported by SONY ジャパン部門のベストアクターアワードを受賞したことが発表された。受賞を記念して、6月27日1時（26日深夜）からWOWOWプライムで全5作品が再放送された。さらに6月27日0時（26日深夜）からSSFF & ASIA 2022のセレモニーの模様を追加した「アクターズ・ショート・フィルム2 ドキュメンタリー（特別版）」を同じくWOWOWプライムで放送された。
| # | 題名           | 主演              | 監督       |
| - | -------------- | ----------------- | ---------- |
| 1 | いくえにも。   | 村上虹郎          | 青柳翔     |
| 2 | 物語           | 琉花 奥平大兼     | 玉城ティナ |
| 3 | あんた         | 伊藤沙莉 千葉雄大 | 千葉雄大   |
| 4 | ありがとう     | 役所広司          | 永山瑛太   |
| 5 | 理解される体力 | 柳英里紗 三浦貴大 | 前田敦子   |

## アクターズ・ショート・フィルム3
『アクターズ・ショート・フィルム3』は、WOWOW開局30周年を記念して企画されたプロジェクト『アクターズ・ショート・フィルム』の第3弾として開催された。各作品は2023年2月11日20時から配信・放送された。

### 概要
第1弾・第2弾と同様に5名の監督が下記のルールに則ってショートフィルムを製作し、「ショートショート フィルムフェスティバル&アジア（SSFF & ASIA）」でグランプリを目指すものとして企画される。
2022年12月8日、各作品（タイトルは後日発表）の主演俳優と共演キャストが発表された（下記の表を参照のこと）。
2022年12月13日、中川大志監督の作品のタイトルとストーリーが発表された（下記の表を参照のこと）。
2022年12月16日、玉木宏監督の作品のタイトルとストーリーが発表された（同上）。
2022年12月21日、野村萬斎監督の作品のタイトルとストーリーが発表された（同上）。
2022年12月27日、高良健吾監督の作品のタイトルとストーリーが発表された（同上）。
2023年1月6日、土屋太鳳監督の作品のタイトルとストーリーが発表された（同上）。また、土屋の姉・弟も出演した。
2月18日と19日、23日に各作品ごとに劇場公開された。
7月14日、「ショートショート フィルムフェスティバル&アジア 2023」において、野村萬斎監督、窪田正孝主演作品『虎の洞窟』が、ジャパン部門「オーディエンスアワード」を受賞したことが発表された。
| # | 題名                    | 主演              | 共演                                     | 監督     | 上映時間 |
| - | ----------------------- | ----------------- | ---------------------------------------- | -------- | -------- |
| 1 | CRANK-クランク-         | 中島歩            | 染谷将太 井浦新 柄本佑 河井青葉 廣木隆一 | 高良健吾 | 25分     |
| 2 | COUNT 100               | 林遣都            | 瀬戸さおり                               | 玉木宏   | 20分     |
| 3 | Prelude〜プレリュード〜 | 土屋太鳳 有村架純 | 土屋炎伽 土屋神葉                        | 土屋太鳳 | 25分     |
| 4 | いつまで                | 井之脇海          | 板垣瑞生 林裕太                          | 中川大志 | 23分     |
| 5 | 虎の洞窟                | 窪田正孝          | 勝村政信 梶原善 野村裕基 野村太一郎      | 野村萬斎 | 24分     |

## アクターズ・ショート・フィルム4
『アクターズ・ショート・フィルム4』は、WOWOW開局30周年を記念して企画されたプロジェクト『アクターズ・ショート・フィルム』の第4弾として開催。各作品の配信と放送は2024年3月に実施された。

### 概要
過去3回のアクターズ・ショート・フィルム同様に5名（今回は4名）の監督が下記のルールに則って映画を製作し、米国アカデミー賞公認・アジア最大級の国際映画祭「ショートショートフィルムフェスティバル&アジア（SSFF & ASIA）」のグランプリを目指す目的で企画される。
2023年12月26日に千葉雄大、仲里依紗、福士蒼汰、森崎ウィンの4名が監督を務めることが発表された。千葉は第2弾に続いて2度目となり、仲、福士、森崎は監督初挑戦となる。
2024年1月26日、各作品のタイトルと主演俳優が発表された（下記の表を参照のこと）。
2月7日、各作品の主演を彩る共演者の俳優が発表された（同上）。
6月17日冒頭に記載の通り、「ショートショート フィルムフェスティバル&アジア 2024」において、森崎ウィン監督、中尾ミエと鈴木伸之主演作品『せん（SEN）』が、ジョージ・ルーカス アワード（グランプリ）を受賞したことが発表された。
| # | 題名          | 主演              | 共演                       | 監督       | 上映時間 |
| - | ------------- | ----------------- | -------------------------- | ---------- | -------- |
| 1 | ハルモニア    | 一ノ瀬颯          | 工藤遥 ヒコロヒー 山崎樹範 | 千葉雄大   | 25分     |
| 2 | 撮影/鏑木真一 | 秋山竜次          | 杉本哲太 寛一郎            | 仲里依紗   | 20分     |
| 3 | イツキトミワ  | 清水尋也 芋生悠   | 小澤征悦 木村了 伊澤彩織   | 福士蒼汰   | 25分     |
| 4 | せん          | 中尾ミエ 鈴木伸之 | 津田健次郎                 | 森崎ウィン | 23分     |

## ルール
- 映画製作にあたり、ルールは以下の通りとする[4]。
  1. 尺は25分以内。
  2. 予算は全作共通。
  3. 原作物はなし。
  4. 作品には監督本人も出演すること。